# Campionati statunitensi di sci alpino 2013
I Campionati statunitensi di sci alpino 2013 si sono svolti a Copper Mountain il 7 dicembre 2012 e a Squaw Valley dal 20 al 24 marzo 2013. Il programma ha incluso gare di discesa libera, supergigante, slalom gigante, slalom speciale e combinata, tutte sia maschili sia femminili.
Trattandosi di competizioni valide anche ai fini del punteggio FIS, vi hanno partecipato anche sciatori di altre federazioni, senza che questo consentisse loro di concorrere al titolo nazionale statunitense.

## Risultati

### Uomini

#### Discesa libera
| Pos. | Atleta              | Nazione     | Tempo   |
| ---- | ------------------- | ----------- | ------- |
| 1    | Jared Goldberg      | Stati Uniti | 1:40,82 |
| 2    | Bryce Bennett       | Stati Uniti | 1:40,83 |
| 3    | Thomas Biesemeyer   | Stati Uniti | 1:41,25 |
| 4    | Philipp Zepnik      | Germania    | 1:41,30 |
| 5    | Lukas Aicher        | Germania    | 1:41,70 |
| 6    | Erik Fisher         | Stati Uniti | 1:41,82 |
| 7    | Ryan Cochran-Siegle | Stati Uniti | 1:42,12 |
| 8    | Dustin Cook         | Canada      | 1:42,28 |
| 9    | TJ Baldwin          | Stati Uniti | 1:42,29 |
| 9    | Keith Moffat        | Stati Uniti | 1:42,29 |

Data: 7 dicembre 2012

Località: Copper Mountain

Ore: 

Pista: 

Partenza: 3 636 m s.l.m.

Arrivo: 2 977 m s.l.m.

Lunghezza: 2 660 m

Dislivello: 659 m

Tracciatore: Randy Pelkey

#### Supergigante
| Pos. | Atleta            | Nazione     | Tempo   |
| ---- | ----------------- | ----------- | ------- |
| 1    | Travis Ganong     | Stati Uniti | 1:00,80 |
| 2    | Jared Goldberg    | Stati Uniti | 1:01,00 |
| 3    | Mark Engel        | Stati Uniti | 1:01,06 |
| 4    | Bryce Bennett     | Stati Uniti | 1:01,10 |
| 5    | Thomas Biesemeyer | Stati Uniti | 1:01,25 |
| 6    | Nick Daniels      | Stati Uniti | 1:01,27 |
| 7    | Tim Jitloff       | Stati Uniti | 1:01,31 |
| 8    | Jack Auty         | Stati Uniti | 1:01,38 |
| 9    | Wiley Maple       | Stati Uniti | 1:01,57 |
| 10   | Will Brandenburg  | Stati Uniti | 1:01,62 |

Data: 22 marzo 2013

Località: Squaw Valley

Ore: 

Pista: 

Partenza: 2 410 m s.l.m.

Arrivo: 1 917 m s.l.m.

Lunghezza: 1 556 m

Dislivello: 493 m

Tracciatore: Saxe Bradford

#### Slalom gigante
| Pos. | Atleta               | Nazione     | Tempo   |
| ---- | -------------------- | ----------- | ------- |
| 1    | Tim Jitloff          | Stati Uniti | 1:44,81 |
| 2    | Robby Kelley         | Stati Uniti | 1:45,69 |
| 3    | Seppi Stiegler       | Stati Uniti | 1:45,97 |
| 4    | Kieffer Christianson | Stati Uniti | 1:46,06 |
| 5    | Andy Trow            | Stati Uniti | 1:46,29 |
| 6    | Thomas Biesemeyer    | Stati Uniti | 1:46,36 |
| 7    | Will Gregorak        | Stati Uniti | 1:46,54 |
| 8    | Jared Goldberg       | Stati Uniti | 1:46,65 |
| 9    | Sean Higgins         | Stati Uniti | 1:47,05 |
| 10   | Nick Cohee           | Stati Uniti | 1:47,07 |

Data: 21 marzo 2013

Località: Squaw Valley

1ª manche:

Ore: 

Pista: 

Partenza: 2 187 m s.l.m.

Arrivo: 1 913 m s.l.m.

Dislivello: 274 m

Tracciatore: Ian Garner

2ª manche:

Ore: 

Pista: 

Partenza: 2 187 m s.l.m.

Arrivo: 1 913 m s.l.m.

Dislivello: 274 m

Tracciatore: Ben Babbitt

#### Slalom speciale
| Pos. | Atleta           | Nazione     | Tempo   |
| ---- | ---------------- | ----------- | ------- |
| 1    | Ted Ligety       | Stati Uniti | 1:40,08 |
| 2    | Will Brandenburg | Stati Uniti | 1:41,56 |
| 3    | Colby Granstrom  | Stati Uniti | 1:42,17 |
| 4    | Will Gregorak    | Stati Uniti | 1:42,31 |
| 5    | David Chodounsky | Stati Uniti | 1:42,79 |
| 6    | Robert Cone      | Stati Uniti | 1:42,93 |
| 7    | Mark Engel       | Stati Uniti | 1:43,14 |
| 8    | Robby Kelley     | Stati Uniti | 1:43,26 |
| 9    | Bryce Bennett    | Stati Uniti | 1:43,97 |
| 10   | Grant Jampolsky  | Stati Uniti | 1:44,22 |

Data: 23 marzo 2013

Località: Squaw Valley

1ª manche:

Ore: 

Pista: 

Partenza: 2 113 m s.l.m.

Arrivo: 1 913 m s.l.m.

Dislivello: 200 m

Tracciatore: Karin Harjo

2ª manche:

Ore: 

Pista: 

Partenza: 2 113 m s.l.m.

Arrivo: 1 913 m s.l.m.

Dislivello: 200 m

Tracciatore: Mark Anderson

#### Combinata
| Pos. | Atleta           | Nazione     |
| ---- | ---------------- | ----------- |
| 1    | Will Brandenburg | Stati Uniti |
| 2    | ?                | ?           |
| 3    | ?                | ?           |

### Donne

#### Discesa libera
| Pos. | Atleta              | Nazione     | Tempo   |
| ---- | ------------------- | ----------- | ------- |
| 1    | Jacqueline Wiles    | Stati Uniti | 1:44,91 |
| 2    | Katie Ryan          | Stati Uniti | 1:45,03 |
| 3    | Anna Marno          | Stati Uniti | 1:45,52 |
| 4    | Abby Ghent          | Stati Uniti | 1:45,81 |
| 5    | Anna Mounsey        | Stati Uniti | 1:46,93 |
| 6    | Greta Small         | Australia   | 1:46,97 |
| 7    | Chelsea Marshall    | Stati Uniti | 1:46,98 |
| 8    | Victoria Michalik   | Canada      | 1:47,38 |
| 9    | Katie Hartman       | Stati Uniti | 1:47,41 |
| 10   | Valentina Golenkova | Russia      | 1:47,45 |

Data: 7 dicembre 2012

Località: Copper Mountain

Ore: 

Pista: 

Partenza: 3 636 m s.l.m.

Arrivo: 2 977 m s.l.m.

Lunghezza: 2 660 m

Dislivello: 659 m

Tracciatore: Trevor Wagner

#### Supergigante
| Pos. | Atleta         | Nazione     | Tempo   |
| ---- | -------------- | ----------- | ------- |
| 1    | Laurenne Ross  | Stati Uniti | 1:02,50 |
| 2    | Stacey Cook    | Stati Uniti | 1:02,51 |
| 3    | Julia Mancuso  | Stati Uniti | 1:02,58 |
| 4    | Leanne Smith   | Stati Uniti | 1:02,96 |
| 5    | Megan McJames  | Stati Uniti | 1:03,42 |
| 6    | Abby Ghent     | Stati Uniti | 1:03,45 |
| 7    | Katie Hartman  | Stati Uniti | 1:04,02 |
| 8    | Paula Moltzan  | Stati Uniti | 1:04,30 |
| 9    | Ana Kobal      | Slovenia    | 1:04,39 |
| 10   | Lauren Samuels | Stati Uniti | 1:04,50 |

Data: 22 marzo 2013

Località: Squaw Valley

Ore: 

Pista: 

Partenza: 2 410 m s.l.m.

Arrivo: 1 917 m s.l.m.

Lunghezza: 1 556 m

Dislivello: 493 m

Tracciatore: Trevor Wagner

#### Slalom gigante
| Pos. | Atleta           | Nazione     | Tempo   |
| ---- | ---------------- | ----------- | ------- |
| 1    | Julia Mancuso    | Stati Uniti | 1:39,50 |
| 2    | Mikaela Shiffrin | Stati Uniti | 1:40,38 |
| 3    | Megan McJames    | Stati Uniti | 1:41,05 |
| 4    | Stacey Cook      | Stati Uniti | 1:42,42 |
| 5    | Laurenne Ross    | Stati Uniti | 1:42,57 |
| 6    | Jacqueline Wiles | Stati Uniti | 1:42,87 |
| 7    | Foreste Peterson | Stati Uniti | 1:43,83 |
| 8    | Lila Lapanja     | Stati Uniti | 1:44,09 |
| 9    | Katie Farrow     | Stati Uniti | 1:44,13 |
| 10   | Abby Ghent       | Stati Uniti | 1:44,23 |

Data: 21 marzo 2013

Località: Squaw Valley

1ª manche:

Ore: 

Pista: 

Partenza: 2 187 m s.l.m.

Arrivo: 1 913 m s.l.m.

Dislivello: 274 m

Tracciatore: Seth McCadam

2ª manche:

Ore: 

Pista: 

Partenza: 2 187 m s.l.m.

Arrivo: 1 913 m s.l.m.

Dislivello: 274 m

Tracciatore: Karin Harjo

#### Slalom speciale
| Pos. | Atleta         | Nazione     | Tempo   |
| ---- | -------------- | ----------- | ------- |
| 1    | Anna Goodman   | Canada      | 1:45,94 |
| 2    | Resi Stiegler  | Stati Uniti | 1:46,38 |
| 3    | Tonje Sekse    | Norvegia    | 1:48,10 |
| 4    | Katie Hartman  | Stati Uniti | 1:49,19 |
| 5    | Tianda Carroll | Canada      | 1:50,00 |
| 6    | Avril Dunleavy | Stati Uniti | 1:50,13 |
| 7    | Lila Lapanja   | Stati Uniti | 1:50,20 |
| 8    | Katie Farrow   | Stati Uniti | 1:52,16 |
| 9    | Lindsay Cone   | Stati Uniti | 1:52,95 |
| 10   | Paula Moltzan  | Stati Uniti | 1:53,12 |

Data: 24 marzo 2013

Località: Squaw Valley

1ª manche:

Ore: 

Pista: 

Partenza: 2 113 m s.l.m.

Arrivo: 1 913 m s.l.m.

Dislivello: 200 m

Tracciatore: Seth McCadam

2ª manche:

Ore: 

Pista: 

Partenza: 2 113 m s.l.m.

Arrivo: 1 913 m s.l.m.

Dislivello: 200 m

Tracciatore: John Dwyer

#### Combinata
| Pos. | Atleta        | Nazione     |
| ---- | ------------- | ----------- |
| 1    | Katie Hartman | Stati Uniti |
| 2    | ?             | ?           |
| 3    | ?             | ?           |